# Pierre Mauroy
Pierre Mauroy (ur. 5 lipca 1928 w Cartignies, zm. 7 czerwca 2013 w Clamart) – francuski polityk, premier Francji w latach 1981–1984 (w trzech kolejnych rządach), były mer Lille, były pierwszy sekretarz Partii Socjalistycznej, senator.

## Życiorys
W wieku 16 lat wstąpił do Oddziału Francuskiego Międzynarodówki Robotniczej. Pracował jako nauczyciel. Zaangażował się wkrótce w działalność Partii Socjalistycznej. Na początku lat 70. wsparł François Mitterranda, stając się jednym z liderów PS.
Od 1967 pełnił funkcje w administracji terytorialnej. Był radnym departamentu Nord i jego wiceprzewodniczącym (do 1973). W 1971 został radnym i pierwszym wiceburmistrzem Lille, w okresie 1973–2001 zajmował stanowisko mera tego miasta. Przewodniczył radzie regionu Nord-Pas-de-Calais (1974–1981), ponownie zasiadał w tej radzie w okresie 1986–1988. Od 1989 do 2008 był przewodniczącym związku komunalnego metropolii Lille.
Od 1973 do 1992 z przerwami na czas pełnienia funkcji rządowych sprawował mandat deputowanego do Zgromadzenia Narodowego z jednego z okręgów w departamencie Nord. W 1979 został posłem do Parlamentu Europejskiego, był wiceprzewodniczącym Komisji ds. Kwestii Politycznych i członkiem Grupy Socjalistów. Z PE odszedł po około 7 miesiącach.
Pomiędzy 21 maja 1981 a 17 lipca 1984 był premierem trzech kolejnych gabinetów. Mianowany na to stanowisko został przez François Mitterranda, nowo wybranego prezydenta. W okresie jego urzędowania we Francji zniesiono karę śmierci, państwową kontrolę środków przekazu i ograniczenia działalności lokalnych stacji radiowych. Skrócił tydzień pracy do 39 godzin, wprowadził dodatkowy piąty tydzień płatnego urlopu i refundację zabiegów przerwania ciąży. Przeprowadził nacjonalizację licznych zakładów przemysłowych. Rosnąca niepopularność jego rządu spowodowała zastąpienie go na stanowisku premiera przez Laurenta Fabiusa.
W 1988 Pierre Mauroy został pierwszym sekretarzem (przewodniczącym) Partii Socjalistycznej. Stanowisko to zajmował przez trzy lata. W latach 1992–1999 był przewodniczącym Międzynarodówki Socjalistycznej. W 1992 po raz pierwszy zasiadł w Senacie, mandat senatora na dziewięcioletnią kadencję odnowił też w 2001.

## Odznaczenia
- Legia Honorowa II klasy (2008)
- Order Narodowy Zasługi I klasy (1981)

## Skład rządów Pierre’a Mauroy

### Pierwszy gabinet (od maja do czerwca 1981)
- Pierre Mauroy – premier[6][7]
- Gaston Defferre – minister stanu, minister spraw wewnętrznych i decentralizacji
- Nicole Questiaux – minister stanu, minister solidarności narodowej
- Michel Jobert – minister stanu, minister handlu zagranicznego
- Michel Rocard – minister stanu, minister planowania
- Jean-Pierre Chevènement – minister stanu, minister badań naukowych i technologii
- Claude Cheysson – minister spraw zagranicznych
- Charles Hernu – minister obrony
- Jacques Delors – minister gospodarki
- Pierre Joxe – minister przemysłu
- Jean Auroux – minister pracy
- Maurice Faure – minister sprawiedliwości
- Alain Savary – minister edukacji narodowej
- Jean Laurain – minister ds. weteranów
- Jack Lang – minister kultury
- Édith Cresson – minister rolnictwa
- Michel Crépeau – minister środowiska
- André Henry – minister ds. wolnego czasu
- Louis Mermaz – minister transportu i zaopatrzenia
- Edmond Hervé – minister zdrowia
- Roger Quilliot – minister mieszkalnictwa
- Georges Fillioud – minister komunikacji
- Louis Mexandeau – minister poczty
- André Delelis – minister handlu i rzemiosła
- Louis Le Pensec – minister spraw morskich

### Drugi gabinet (od czerwca 1981 do marca 1983)
Do rządu dołączyli przedstawiciele Francuskiej Partii Komunistycznej. Ministrami przemysłu, sprawiedliwości, transportu i zdrowia w miejsce dotychczasowych zostali odpowiednio Pierre Dreyfus, Robert Badinter, Charles Fiterman (również jako minister stanu) i Jack Ralite. Nicole Questiaux przestała być ministrem stanu. Utworzono resorty spraw konsumenckich i szkoleń zawodowych, które powierzono Catherine Lalumière i Marcelowi Rigoutowi.
W czerwcu 1982 z rządu odeszli Jean Auroux, Nicole Questiaux i Pierre Dreyfus. Jean-Pierre Chevènement przeszedł na funkcję ministra przemysłu i badań naukowych, a ministrem solidarności narodowej i spraw społecznych został Pierre Bérégovoy.

### Trzeci gabinet (od marca 1983 do lipca 1984)
- Pierre Mauroy – premier[6][7]
- Claude Cheysson – minister spraw zagranicznych
- Charles Hernu – minister obrony
- Gaston Defferre – minister spraw wewnętrznych i decentralizacji
- Jacques Delors – minister gospodarki, finansów i budżetu
- Laurent Fabius – minister przemysłu i nauki
- Marcel Rigout – minister szkoleń zawodowych
- Robert Badinter – minister sprawiedliwości
- Alain Savary – minister edukacji narodowej
- Michel Rocard – minister rolnictwa
- Charles Fiterman – minister transportu
- Roger Quilliot – minister urbanizacji i mieszkalnictwa, w październiku 1983 stanowisko to objął Paul Quilès
- Édith Cresson – minister turystyki i handlu zagranicznego
- Michel Crépeau – minister handlu i rzemiosła
- Pierre Bérégovoy – minister solidarności narodowej i stosunków społecznych
- Roland Dumas – minister stosunków europejskich, od grudnia 1983